# George Stinney
George Junius Stinney Jr. (Alcolu, 21 ottobre 1929 – Columbia, 16 giugno 1944) è stato un ragazzo ingiustamente condannato a morte dallo Stato della Carolina del Sud nel 1944 per l'omicidio di due ragazze, all'età di 14 anni. Venne dichiarato innocente 70 anni dopo la sua morte.
Stinney è la più giovane persona condannata a morte nel Novecento negli Stati Uniti. Venne dichiarato colpevole a seguito di una camera di consiglio durata meno di dieci minuti, nel corso di un processo durato un solo giorno, da una giuria di soli bianchi per omicidio di primo grado di due bambine bianche: Betty June Binnicker, di 11 anni, e Mary Emma Thames, di 7 anni. Dopo essere stato arrestato, Stinney avrebbe confessato il crimine. Non vi è tuttavia alcuna registrazione scritta della sua confessione oltre alle note fornite da un investigatore, e non è nota alcuna trascrizione del breve processo. Gli venne negato l'appello e fu giustiziato con la sedia elettrica.
La condanna e l'esecuzione di un minore furono ampiamente criticate e la questione della sua colpevolezza, la validità della sua confessione e del processo giudiziario che portò alla sua esecuzione vennero messi in discussione.
Un gruppo di avvocati e attivisti indagò sul caso Stinney a nome della sua famiglia. Nel 2013 la famiglia presentò una petizione per un nuovo processo. Il 17 dicembre 2014 la sua condanna venne annullata poiché il giudice della corte di circuito stabilì che non gli era stato concesso un processo equo e la giudice Mullins dichiarò che la sua confessione venne probabilmente estorta. Non ebbe infatti avvocati efficaci e i suoi diritti stabiliti nel VI emendamento della Costituzione degli Stati Uniti d'America furono ignorati. La sentenza osservò che, mentre Stinney poteva in realtà aver commesso il crimine, l'accusa e il processo erano fondamentalmente viziati. Il giudice Mullen decretò che la sua confessione sarebbe stata probabilmente estorta ed era quindi inammissibile come prova. Il giudice stabilì inoltre che l'esecuzione di un quattordicenne costituiva "una punizione crudele e inusuale" e quindi proibita ai sensi dell'VIII emendamento della Costituzione degli Stati Uniti d'America.

## Contesto
Nel 1944 George Junius Stinney Jr. viveva ad Alcolu, nella contea di Clarendon, nella Carolina del Sud. Il ragazzo afroamericano di 14 anni viveva con suo padre, George Stinney Sr., sua madre Aime, i suoi fratelli John, di 17 anni, e Charles, di 12 anni, e con le sue sorelle Katherine, di 10 anni e Aime, di 7 anni. Suo padre lavorava nella segheria della città e la famiglia viveva negli alloggi forniti dal datore di lavoro del padre. Alcolu era una piccola città della classe operaia, in cui quartieri bianchi e neri erano separati da binari ferroviari. La città era il tipico abitato del sud del tempo, con scuole e chiese separate per residenti bianchi e neri, che raramente interagivano.
I corpi di Betty June Binnicker, di 11 anni, e Mary Emma Thames, di 7 anni, furono trovati in un fosso sul lato nero di Alcolu il 23 marzo 1944. Erano state picchiate con un'arma improvvisata. Si ritenne che potesse essere un pezzo di metallo o uno spuntone della ferrovia. Le bambine furono viste per l'ultima volta in sella alla loro bici mentre cercavano fiori. Mentre passavano dalla proprietà degli Stinney, chiesero al giovane George e alla sorella, Aime, se sapessero dove trovare "maypops", un nome locale per la passiflora. Secondo Aime, lei si trovava con George nel lasso di tempo in cui le bambine vennero uccise.
Quando le bambine non tornarono a casa vennero organizzati dei gruppi di ricerca. Il padre di George era tra i ricercatori. I corpi delle ragazze furono trovati il mattino dopo, sul lato nero della città, in un fosso pieno di acqua fangosa. Secondo un articolo del 24 marzo 1944, pubblicato ampiamente ma contenente un errore nel nome del ragazzo, lo sceriffo annunciò l'arresto e disse che "George Junius" aveva confessato e guidato gli ufficiali a "un pezzo di ferro nascosto". Entrambe le bambine avevano subito traumi violenti alla faccia e alla testa. I rapporti differivano sul tipo di arma utilizzata. Secondo un rapporto del medico legale, le ferite "furono inflitte da uno strumento contundente con una testa rotonda, delle dimensioni di un martello". I crani di entrambe le bambine erano perforati. Sui corpi delle due bambine non fu trovata alcuna traccia di violenza sessuale, anche se il medico legale riferì che i genitali della bambina più grande erano leggermente contusi.

## Indagine
George Stinney fu arrestato con l'accusa di aver ucciso le bambine insieme al fratello maggiore Johnny. Quest'ultimo venne poi rilasciato mentre George fu trattenuto e non gli venne permesso di vedere i suoi genitori fino a dopo il processo e la condanna. Secondo una dichiarazione scritta a mano, l'agente arrestante era H. S. Newman, un vice sceriffo della contea di Clarendon, che dichiarò: "Ho arrestato un ragazzo di nome George Stinney, ha poi fatto una confessione e mi ha detto dove trovare un pezzo di ferro di circa 15 pollici [sic], disse che l'aveva messo in un fosso a circa sei piedi dalla bicicletta". Non esiste tuttavia alcuna copia della confessione firmata da Stinney.
George era noto per essere stato coinvolto in alcune risse a scuola. In una aveva graffiato una ragazza con un coltello. Questa affermazione del maestro di settima elementare di Stinney, che era di colore, venne rigettata da Aime Stinney Ruffner quando nel 1995 divenne pubblica. Una donna bianca locale, che conosceva George Stinney fin dall'infanzia, disse che il ragazzo aveva minacciato di uccidere lei e una sua amica il giorno prima dell'omicidio e che era ritenuto un bullo.
In seguito all'arresto di George, suo padre fu licenziato dalla segheria locale e la famiglia Stinney dovette immediatamente liberare l'alloggio fornito dal datore di lavoro. Gli Stinney temevano per la loro sicurezza. I suoi genitori non furono in grado di vedere George prima del processo. Egli non ebbe alcun sostegno durante gli 81 giorni di prigione. Venne trattenuto in un carcere di Colombia, a 50 miglia dalla città, a causa del rischio di linciaggio. Il ragazzo venne interrogato da solo, senza genitori e senza avvocato. Sebbene il sesto emendamento gli garantisse il diritto a una consulenza legale, solo dal 1966, dopo la decisione della Corte suprema degli Stati Uniti d'America sul caso Miranda v. Arizona, il diritto alla rappresentanza nel corso di un procedimento penale venne rinforzato.

## Processo
L'intero processo contro Stinney, compresa la selezione della giuria, durò un solo giorno. Il difensore d'ufficio di Stinney era Charles Plowden, un commissario delle tasse che faceva campagna elettorale per un ufficio politico locale. Plowden non contestò i tre poliziotti, i quali testimoniarono che Stinney aveva confessato i due omicidi, nonostante questa fosse l'unica prova contro il ragazzo e nonostante la presentazione dell'accusa di due diverse versioni della confessione verbale di Stinney. In una versione Stinney sarebbe stato attaccato dalle ragazze dopo che aveva cercato di aiutare una di loro che era caduta nel fosso e le uccise per autodifesa. Secondo l'altra versione avrebbe seguito le ragazze, prima attaccando Mary Emma e poi Betty June. Non c'erano tuttavia prove fisiche che lo collegassero agli omicidi. Non vi era inoltre alcuna versione scritta della confessione di Stinney oltre alla dichiarazione del vice sceriffo Newman.
Il processo Stinney ebbe una giuria composta interamente da bianchi. Più di mille persone affollarono l'aula ma non venne ammesso nessun nero. Oltre alla testimonianza dei tre agenti di polizia, i procuratori del processo chiamarono altri tre testimoni: il reverendo Francis Batson, che aveva scoperto i corpi delle due ragazze, e i due medici che avevano eseguito l'esame autoptico. Le confessioni in conflitto furono segnalate come offerte dall'accusa. La corte permise la discussione della "possibilità" di stupro nonostante l'assenza di prove che questo fosse avvenuto nella relazione del medico legale. L'avvocato di Stinney non chiamò alcun testimone e non contro-interrogò i testimoni dell'accusa. La presentazione delle prove durò due ore e mezzo. La giuria si ritirò in camera di consiglio e dopo dieci minuti emise un verdetto di colpevolezza. Il giudice condannò Stinney alla pena di morte mediante sedia elettrica. Non vi è alcuna trascrizione del processo. Non venne presentato alcun appello.
La famiglia, le chiese e la National Association for the Advancement of Colored People si appellarono al governatore Olin D. Johnston per ottenere clemenza vista l'età del ragazzo. Altri esortarono il governatore a far procedere l'esecuzione, cosa che egli fece. Johnston dichiarò in risposta a un appello per clemenza: "Potrebbe essere interessante per voi sapere che Stinney uccise la ragazza più piccola per violentare quella più grande, poi uccise la ragazza più grande e violentò il suo cadavere. Venti minuti dopo tornò e tentò di violentarla di nuovo, ma il suo corpo era troppo freddo". Queste affermazioni non erano supportate dal rapporto del medico legale.
Tra il momento dell'arresto di Stinney e la sua esecuzione, i genitori del ragazzo furono autorizzati a vederlo solo una volta, dopo il processo nel penitenziario di Colombia.

## Esecuzione
George Stinney venne giustiziato presso il Central Correctional Institution di Colombia il 16 giugno 1944. Alle 19:30, Stinney si diresse verso la camera di esecuzione con una Bibbia sotto il braccio, sulla quale poi si sedette una volta alla sedia elettrica. Questo perché la sua altezza (155 cm) e il suo peso (40 kg) resero difficile il fissaggio al telaio degli elettrodi. Inoltre le dimensioni della maschera facciale non si adattavano alle proporzioni del viso di un minore di quell'età; infatti come fu colpito dalla prima scarica di 2.400 V, la maschera che gli copriva il volto scivolò via, "rivelando i suoi occhi spalancati, pieni di lacrime, e la spuma alla sua bocca. Altre due scosse provocarono il decesso di Stinney. Durante l'esecuzione le sue mani si liberarono dalle cinghie che lo legavano alla sedia a causa degli spasmi". Stinney venne dichiarato morto a quattro minuti dalla folgorazione iniziale. Dall'arresto all'esecuzione passarono solo 83 giorni.
George Stinney è sepolto nel cimitero della chiesa battista di Paxville, Carolina del Sud.

## Riapertura del caso e annullamento della condanna
Nel 2004 George Frierson, uno storico locale cresciuto ad Alcolu, fece delle ricerche sul caso dopo aver letto un articolo di giornale al riguardo. Il suo lavoro attirò l'attenzione degli avvocati Steve McKenzie e Matt Burgess. Inoltre, Ray Brown, l'avvocato James Moon, e altri contribuirono con innumerevoli ore di ricerca e revisione di documenti storici, nel trovare testimoni e prove per aiutare a scagionare Stinney. Tra coloro che aiutarono nella revisione del caso vi furono il Civil Rights and Restorative Justice Project della Northeastern University School of Law, che nel 2014 depositò un amicus alla corte. Frierson e altri avvocati pro bono in primo luogo cercarono sollievo attraverso l'Ufficio per la grazia e la libertà per buona condotta.
McKenzie e Burgess, insieme all'avvocato Ray Chandler in rappresentanza della famiglia di Stinney, presentarono una mozione per un nuovo processo il 25 ottobre 2013.
(Steve McKenzie)
George Frierson nelle interviste dichiarò: "C'è stata una persona che si è proclamata colpevole ma che ora è deceduta e la famiglia ha detto che aveva reso una confessione sul letto di morte". Frierson disse che il colpevole proveniva da una famosa famiglia bianca. Un membro, o diversi membri, di quella famiglia aveva prestato servizio nella giuria d'inchiesta del coroner, che aveva raccomandato che Stinney fosse processato.
Nel suo amicus di sintesi il Civil Rights and Restorative Justice Project affermò:
Nel gennaio 2014 furono presentate nuove prove durante un'udienza al tribunale che comprendevano la testimonianza dei fratelli di Stinney che affermavano che il ragazzo era con loro al momento degli omicidi. Inoltre venne presentato un affidavit del reverendo Francis Batson, colui che trovò le bambine e le tirò fuori dal fossato pieno d'acqua. Nella sua dichiarazione ricorda che non c'era molto sangue dentro o intorno al fossato, suggerendo che potrebbero essere state uccise altrove e poi spostate. Wilford "Johnny" Hunter, che era in prigione con Stinney, "testimoniò che l'adolescente gli disse che era stato costretto a confessare" e che in cella aveva sempre proclamato la sua innocenza.
I familiari di Betty Binnicker e Mary Thames espressero disappunto per la sentenza. Dissero che, pur riconoscendo l'esecuzione di un quattordicenne come controversa, non avevano mai messo in dubbio la sua colpevolezza. La nipote di Betty Binnicker disse che lei e la sua famiglia avevano ampiamente studiato il caso e sostenne che "le persone che leggono [solo] questi articoli sul giornale non sanno la verità". La nipote di Binnicker disse che, nei primi anni '90, un ufficiale di polizia che aveva arrestato Stinney l'aveva contattata e le aveva detto: "Non ho mai creduto che quel ragazzo non abbia ucciso tua zia". Questi membri della famiglia dissero che le affermazioni in punto di morte da parte di un singolo che confessava gli omicidi delle bambine non erano mai state dimostrate.
L'avvocato dello Stato della Carolina del Sud, che sosteneva lo Stato contro l'esonero, era Ernest A. Finney III. Egli era il figlio di Ernest A. Finney Jr. , il primo giudice afro-americano della Corte Suprema della Carolina del Sud fin dalla ricostruzione.
Invece di approvare un nuovo processo, il 17 dicembre 2014, la giudice della corte di circuito Carmen Mullen annullò la condanna di Stinney. Affermò che non aveva ricevuto un processo equo poiché non era stato difeso in modo efficace e poiché i suoi diritti stabiliti dal VI emendamento erano stati violati. Il caso venne definito come un raro esempio di error coram nobis. La giudice Mullen stabilì che la sua confessione venne probabilmente estorta e quindi era inammissibile. Stabilì anche che l'esecuzione di un quattordicenne costituiva "una punizione crudele e inusuale", e che il suo avvocato "non aveva chiamato testimoni a discarico o esercitato il suo diritto di appello". Mullen limitò il proprio giudizio al processo dell'accusa, osservando che Stinney "potrebbe aver commesso questo crimine". Con riferimento al processo legale Mullen scrisse: "Nessuno può giustificare che un ragazzo di 14 anni venga accusato, processato, condannato e giustiziato in 80 giorni", concludendo che "In sostanza, non è stato fatto molto per questo ragazzo quando la sua vita era in bilico".

## Nella cultura di massa
- Il caso è stato la base per il romanzo Carolina Skeletons (1988) di David Stout, che è stato poi insignito nel 1989 del Premio Edgar Allan Poe per il miglior primo romanzo.[22] Stout suggerisce che Stinney (Linus Bragg nel libro) fosse innocente. La trama ruota attorno ad un nipote fittizio di Stinney/Bragg, che cerca la verità sul caso decenni più tardi.
- Dal romanzo è stato tratto un film con lo stesso nome per la regia di John Erman, con Kenny Blank nel ruolo di Stinney/Bragg e Louis Gossett Jr. nel ruolo di James, fratello di Bragg. Blank ha ricevuto per la sua interpretazione di Stinney/Bragg una candidatura al Young Artist Award per il miglior giovane attore in un film televisivo nel 1991.[23]
- Un altro film su Stinney, intitolato 83 Days è stato realizzato dai Pleroma Studios, venendo scritto e prodotto da Ray Brown e diretto da Charles Burnett.[19][24]
- Stephen King prese spunto da questa storia per scrivere Il miglio verde.
- Nel film Candyman (2021) la storia appare nei titoli di coda.